# Chimalhuacán kommun
Chimalhuacán är en kommun i Mexico Citys storstadsområde i Mexiko. Den ligger i delstaten Mexiko, i den centrala delen av landet, 19 km öster om huvudstaden Mexico City. Huvudorten i kommunen heter är Chimalhuacán. Kommunen hade sammanlagt 614 453 invånare vid folkmätningen 2010.